# Basquash!
Basquash! (バスカッシュ!, Basukasshu!) é um anime de esportes e sci-fi transmitido no Mainichi Broadcasting System, com personagens jogando basquetebol enquanto pilotam Mecha. A série promissora foi criada por Thomas Romain e Shoji Kawamori, com a animação produzida por Satelight. Shoji Kawamori dirigiu o projeto, enquanto a direção da série foi feita por Shin Itagaki. Em 10 de julho, foi informado que o diretor Shin Itagaki seria substituído por outro, e assim, o diretor sem nome começou do episódio 11.

## História
A história acontece no mundo de "Earth Dash", uma versão futurística da Terra onde a sociedade humana dividiu-se entre a sociedade lunar bem mais avançada e aqueles da superfície. Um esporte popular é o BFB (Big Foot Basketball), onde jogadores pilotando Mechas chamados "Big Foot" e jogam basquetebol em uma arena gigante. Na cidade de Rolling Town, Dan JD e seus companheiros levam o esporte as ruas, renomeando de "Basquash", e então embarcam numa jornada para superara as dificuldades do passado e fazer seus sonhos se tornarem realidade.

## Personagens

### Protagonistas

#### Time Basquash
Dan JD (ダン・ジェイディー, Dan Jeidī)
Dublador: Hiro Shimono
O protagonista, Dan é um jovem que adora Basquetebol mas detesta a BFB devido a um acidente que aleijou sua irmã. Ele tenta desmoralizar o esporte mas termina por torná-lo mais popular quando invade um jogo oficial de BFB e anime a torcida com uma demonstração de grande habilidade usando sua outra identidade, "Dunk Mask", em seu próprio Big Foot o qual chama de "Dangan". Como resultado da destruição desenfreada, ele é preso por um ano e recebe um débito maciço, no valor de 5.3 bilhões de Rollings (o dinheiro local). Esse evento, bem como Dan, ganharam o status de Lenda desde aquele dia, e inspiraram o esporte Big Foot Streetball. Seu sonho é conseguir dinheiro suficiente para pagar por seus débitos e mandar sua irmã para a Lua para tratar de suas pernas paralisadas. Ele desenvolveu uma forte rivalidade com Iceman, como um oponente e como um aliado. Perto do fim do torneio da OCB Dan percebe os sentimentos de Rouge por ele, depois de ela jogar contra ele sem nenhum reforço medicinal, em uma tentativa de jogar honestamente, o que resultou em ela perder a consciência no meio da partida. Enquanto ela parte para a Lua, ele fez uma promessa de eventualmente viajar para a Lua, pedindo a ela que o espere, dizendo que talvez ele tenha desenvolvido sentimentos por ela. Dan é capaz de arremessar uma "Bola Relâmpago", um basquete que brilha com uma "luz radiante que traça o formato da criação dos céus". Por isso, ele é conhecido como a Lenda, aquela destinada a salvar Earthdash e Mooneyes. No final da série, é revelado que ele não é a lenda; todos que são 'basquashers' (um termo para jogadores de Basquash que ele criou) é parte da Lenda. Utilizando suas habilidades combinadas e suas próprias "Bolas Relâmpago", os 'basquashers' reativam a ultimite em Mooneyes(Lua), fazendo uma 'Enterrada Final', empurrando Mooneyes de volta a sua órbita, efetivamente salvando Earthdash e Mooneyes, de seu curso de colisão uma com a outra. Após a partida, tudo que se vê de Dan é ele começar a jogar Basquete contra Iceman, afirmando que ele continuará a jogar, e que ele não perdeu nenhuma paixão no Basquete, e possivelmente Basquash, também.
Sela D Miranda (セラ・ディー・ミランダ, Sera Dī Miranda)
Dublador: Shizuka Itō
Uma jogadora habilidosa de Basquete e BFB com o apelido de "Platinium Gale". Ela gosta de ser violada, mas odeia homens fracos e está procurando por uma boa combinação. Ele acredita que Iceman pode ser esse homem especial e em uma ocasião ela pede pelos "genes" dele. Quando Dan jogou na partida oficial de BFB um ano atrás, ela declara crer que ele seja o escolhido também. Ela demonstrou ter alguma afeição pelo Dan, acredita-se que isso tenha sumido. É revelado posteriormente que ela é a filha de um conhecido homem de negócios, no qual sua família deixou sua mãe e ela mesma, devido ela ser uma mulher, e não poder se tornar a herdeira. Por razões inexplicadas, sua mãe morre. Ela culpa sua família e pai por ambos abandonarem sua mãe, e apenas observarem ela morrer. Após eles partirem de Turbine City, ela descobriu que seu pai havia morrido. Suas reações se misturaram, na parte de odiar seu pai no passado, e o fato de que ela não pode negar que apesar do seu passado, ela ainda o via como um pai. Depois de time Old Timers começar a falar para ela sobre seu pai, é revelado que seu pai tinha outro motivo pessoal e possivelmente motivos secretos para ter deixado ela. Desde então ela se sentiu calma com a memória de seu pai. Até conhecer Navi, ela revela sentimentos que vão além do que só "procurar por genes", uma diferença que a manteve longe de todos os outro homens e que agora a atraiu. Contudo, ela declara não gostar ou desgostar dele; é apenas o fato de ele ser muito grande para ela. Próximo ao fim da série, ela desmente essa declaração, e aceita seus sentimentos por Navi, deixando de lado suas diferenças de tamanho, durante os momentos finais do Torneio Lendário. Juntos, eles participam da "enterrada final", juntamente com Dan, Iceman, Rouge, Falcon, contribuindo com suas partes na Lenda. Após a partida, ela é observada pelos Old Timers em Turbine City, com Navi. Navi e Sela estão, jogando Basquash, felizes, e possivelmente em uma relação um com o outro.
Iceman Hotty (アイスマン・ホッティ, Aisuman Hotti)
Dublador: Yuichi Nakamura
Um jogador viciado em BFB com um passado obscuro que possui uma rixa contra Dan. Ele também é conhecido como "The Frozen Inferno". Habilidoso a jogadas de longa distância, ele derrota seus inimigos arremessando bolas a uma velocidade destrutiva, enquanto grita "Destroy!". Essas bolas, uma vez arremessadas, recebem uma tom azul-escuro, devido a sua força. Isso é revelado posteriormente ser seu, "arremesso relâmpago" pessoal. Ele usa óculos azuis e possui olhos vermelho-escuros. Seu jogo selvagem demonstra perfeitamente sua personalidade fora dos Big Foots: normalmente, ele é visto como uma pessoa polida e calma. Foi descoberto depois, de maneira nem um pouco ortodoxa por Dan, que as bolas Destruidoras que ele arremessa em seus parceiros (causando a eles serem vítimas desses projéteis) são atualmente passes. Isso pode ser interpretado que Iceman não consegue largar uma bola sem torná-la em uma bola "Destruidora" enquanto joga. Ele têm uma rixa contra Falcon Lightwing, que o expulsou de seu time BFB, causando a Iceman a perder sua graciosidade. Algum tempo depois, o braço e perna originais esquerdos do Iceman são cortados por "Price of Hell" em  "Underground", fazendo ele perder seu título de "Lenda". Foi confirmado que ele foi uma das pessoas que acreditavam ser a "Lenda" antes que Dan acredita-se que é a "Lenda". Depois de sua amputação, Thousand substituiu seus membros, dando a ele um braço e perna esquerdos robóticos. Desde que se juntou com Dan, Iceman amadureceu consideravelmente, maduro o bastante para perdoar Falcon. Esse fato é mais aparente quando ele faz um time com Falcon durante o Torneio Lendário. Eles são a única equipe com apenas 2 membros; mais tarde, a terceira vaga é ocupada por Slash Keens. Ele se torna o Co-Portavoz do Torneio Lendário, clamando a todos os Basquashers (mais especificamente, Dan) para virem a Mooneyes e participar. Nos momentos finais do Torneio Lendário, quando o ultimite de Mooneyes falha a ser ativo depois da enterrada de Dan, Iceman pede a Dan que continue jogando, preocupado. Dan se junta a ele, e juntos, eles formam o início da culminação da Lenda, usando a "Bala Lendária" de Yan como uma bola de basquete e a enterra, como sua "Enterrada Final". Após a partida, ele é visto esperando por Dan, como se eles estivessem para iniciar o mano-a-mano de basquete, demonstrando que ele ir/a continuar a jogar basquete, e possivelmente Basquash.
Flora Skybloom (フローラ・スカイブルーム, Furōra Sukaiburūmu)/Alan Naismith (アラン・ネイスミス, Aran Neisumisu)
Dublador: Rie Kugimiya
Uma princesa estrangeira que se juntou ao grupo de Dan, Sela e Iceman durante sua passagem por Rolling Town. Ela parece ter algum tipo de poderes sobrenaturais "6º sentido" chamando-o de "destino no vento" quando eles estão jogando suas partidas, assim como ela sentiu a fúria de Iceman quando ele destruiu a estátua do Dunk Mask. Flora eventualmente foge de Rolling Town para procurar essas vozes. Ela começa a joga Basquash e finge ser um garoto sobre a identidade de "Alan Naismith", nomeado em honra ao criador do Basquete, James Naismith. Para se igualar junto com o restante do grupo, ela foi treinada por Coco. Foi revelado mais tarde que as vozes que ela ouve, com seu "6º sentido", são "as pedras"(ultimite) e as ruínas de Earthdash falando com ela, e essa habilidade é passada pelos membros da família real de Skybloom. Seu pai, Rei Regalia, não consegue mais ouvir a voz das pedras. Na maior parte da série, ela se mantém sobre o disfarce de Alan Naismith, durante suas aventuras na série, ela descobre que nenhuma das garotas são enganadas, e que apenas os garotos do grupo continuam ignorantes sobre seu gênero. Mais tarde na série, ela e Dan são traídos por seus próprios soldados. Como uma reação ao ocorrido, ela tira seu disfarce e ordena aos soldados que parem. Sabendo que Dan era o mais ignorante sobre seu gênero, ele diz, uma vez que revelo seu verdadeiro nome, que não se importava, porque ela é uma 'basquasher' como todos os outros. Ela vai com o grupo participar do Torneio Lendário, mas no último minuto, ela percebe que seu nível é muito inferior ao de todos. Em prantos, ela pede que Rouge a substitua. Nos momentos finais do Torneio Lendário, ela ouve a voz das pedras mais uma vez, e percebe que a Bala Lendária é feita de ultimite. Com essa informação, Rouge é capaz de pegar a Bala Lendária e passar para Dan e Iceman para a Enterrada Final. Após a partida, Flora é vista viajando por Earthdash, possivelmente viajando ao redor do mundo.
Naviga Stelte (ナヴィガ・ステルテ, Naviga Suterute)
Dublador: Takayuki Kondo
Um gigante da Lua no qual seus ancestrais foram trazidos para EarthDash para extrair o ultimite em Underground devido ao fato de que esse minério é venenoso para humanos mas não para eles. Ele é chamado de Navi para encurtar. Ele usa um uniforme que é do mesmo tamanho de um Big Foot, possivelmente para aumentar sua proteção contra o ultimite que tem enfraquecido sua resistência ao veneno. Ele protegia as tumbas de seus amigos até Dan encontrá-lo e introduzi-lo ao mundo de Basquash e fala que seus amigos não iriam querer que ele passasse o resto de sua vida vigiando suas tumbas. Ele é agora o mais novo membro do Time Basquash assim como o único membro que não precisa de um Big Foot para jogar(principalmente pelo fato de ele ter o tamanho de um). Mesmo assim, ele não pode jogar muitas partidas oficiais, porque o grupo não quer chamar muita atenção. Sela desenvolveu sentimentos por ele, mesmo ela o ignorando. No começo, ele não entendia muito bem, mas eventualmente também desenvolveu sentimentos por ela. Mesmo ele não participando do Torneio Lendário, ele aparece durante os momentos finais para entregar um tênis para Dan, que queimou o seu durante o Torneio Lendário. Ele então contribui com sua parte na Lenda com a Enterrada Final, juntamente com Rouge, Dan, Iceman, Falcon e Sela, com quem ele divide a enterrada Após a partida, ele é visto com Sela, jogando Basquash, felizes, e possivelmente em uma relação com ela.
Spanky (スパンキー, Supankī)
Dublador: Aya Endō
Animal/Parceiro de Dan com habilidades de mudar de forma. Na maioria das vezes ele se transforma em um conjunto de Fone/Bandana ou a mascara que Dan usa para esconder sua identidade como o delinquente "Dunk Mask". As vezes, ele se transforma em uma mascara restritiva (seus amigos pedem para Spanky, quando querem que ele se cale, desanimando-o com flatulências). Spanky parece ter uma personalidade muito similar a de Dan, e por isso é compreensível que os dois se deem bem juntos – apesar das brigas e argumentos sujos. Ele também é conhecido por dar dicas a Dan o ajudando a não ser pego completamente de surpresa por ataques surpresas. Spanky está sempre com fome, e é capaz de comer quase tudo, não importando o tamanho ou material. Igualmente a Dan e seus orgulhos, Spanky se orgulha que pode comer quase tudo - até o mundo (apesar de ele dizer que isso pode-ser um bocado). Após a partida, ele é visto com Dan, que está prestes a começar um mano-a-mano de Basquete contra Iceman.
Crawley (クローリー, Kurōrī)
Dublador: Yū Kobayashi
Animal/Parceiro de Sela que se parece muito com uma cobra cobra branca e é vista na maior parte do tempo enrolada em se braço esquerdo. Crawley as vezes se faz parecer como uma "pessoa" para Sela quando fala. Ele é como a voz da razão para Sela, e age muito calmamente comparado com Spanky, que sempre exagera. Apesar de ela sempre ser vista com Sela, ela é muito menor do que os outros personagens. Após a partida, ela é vista, como sempre, com Sela.
Righty & Lefty (ライティ&レフティ, Raiti to Refuti)
Animal/Parceiro de Iceman com habilidades de mudar de forma, parece muito como pequenas cobras com pernas. Eles são vistos apenas uma vez, e na maioria das vezes tomam a forma dos óculos de Iceman. Eles aparecem novamente nas fontes termais com iceman e depois num balde de água enquanto iceman treina para a final do torneio OCB, depois disso permanecem na forma de óculos no resto da série. Não se sabe se eles podem falar, apesar de que, vistos como Spanky e Crawley, que podem ser relacionadas um com o outro e para Righty e Lefty, isso é possível.
Jiya (爺や, Jīya)
Dublador: Yasuhiro Mamiya
Animal/Parceiro de Flora que age como seu guardião. Ele se assemelha a um ornamento e quando quando não está nela, assume a forma de uma borboleta. Ele frequentemente age como o protetor de Flora, anunciando ela quando ela tira seu disfarce em frente a seus soldados. Ele tem uma esposa, Baaya, que age como o Animal/Parceiro da irmã de Flora, Aurora.

##### Staff
Miyuki Ayukawa (ミユキ・アユカワ)
Dublador: Masumi Asano
Namorada de Dan que se mudou quando eles ainda eram crianças. Ela retorna no primeiro episódio como uma adolescente "bem-crescida"  e uma mecânica habilidosa. Após seu retorno ela dá e ensina-o a como pilotar um BigFoot. Ela toma conta de Dan e sua equipe de Big Foots, algo que ela faz muito feliz, que também a dá mais trabalho para fazer(e para ser paga). Ela também mostra ter profundos sentimentos por apesar dele não notar. Mais tarde, ela reconfigura os BigFoots da equipe, fazendo com que eles se movam mais rápidos e mais leves que antes, o bastante para criar uma várias imagens enquanto se movem. Apesar de ela não ser uma basquasher, ela continua sendo uma parte insubstituível da equipe, constantemente reparando e atualizando todos os seus BigFoots. Apesar de ter sentimentos por Dan, ela se afasta quando Rouge aparece, e aceita sua atração mútua. Ela não participa no Torneio Lendário, mas ela vai juntamente com todos, e faz os ajustes finais nos BigFoots. Suas atualizações são impressionantes que fazem com que os tênis que Haruka fez para Dan sejam queimados depois de ele elevar o BigFoot ao limite. Após a partida, ela é vista trabalhando com seu avô num BigFoot laranja(sendo alta a probabilidade de que seja o de Dan), mostrando que ela continuará a ser uma mecânica.
Ganz Bogard (ガンツ・ボガード, Gantsu Bogādo)
Dublador: Kenjirō Tsuda
Um dos amigos de Dan e um ex-membro da era de Dunk Mask – ele vendia as peças de TV que eles destruíam. Ele também deu a ideia ao grupo de fazer sandálias de pneus para os BigFoots quando comprou um monte em tamanho normal para fazer entregas. Haruka fica interessada nele porque sua cabeça parece com um pé. Ele aparenta ser um grande vendedor, e frequentemente desaparece sob ordens de Haruka para fazer negócios em algum lugar. Após a partida, ele visto vendendo objetos numa loja.
Bel Lindon (ベル・リンドン, Beru Rindon)
Dublador: Yumiko Kobayashi
Um amigo obeso e ex-membro da era de Dunk Mask. Ele estuda os vários aspectos das construções da cidade de Rolling Town e sonha se tornar um arquiteto. Ele frequentemente direciona as rotas de Dan pela cidade. Como Bel disse saber tudo sobre todas as construções de Rolling Town, ele pode criar rotas "seguras" (Dan destruáa as construções quando fazia entregas). Ele também ajuda Dan com seus novos planos estratégicos, colocando marcas sobre a cidade com ele antes de sua partida contra Sela e Iceman. Ele usa um par de óculos. Depois de ser jogado na prisão após o incidente do canhão lunar, Bel rapidamente perde peso devido a péssima comida da prisão. Sua perda de peso é tão drástica que Ganz o sugere escrever um livro de dieta, apesar de ele dizer que ninguém perderia peso com a comida da prisão. Após sua liberação, ele rapidamente recupera peso comendo freneticamente. Após a partida, contudo, ele é visto mas uma vez perdendo peso, e agora trabalha num escritório.
Soichi Ayukawa (ソーイチ・アユカワ, Sōichi Ayukawa)
Dublador: Masashi Hirose
Avô de Miyuki e um técnico habilidoso da lua. Haruka revela que ele era conhecido como um brilhante professor de mecânica, possivelmente com alguma nomeação. Recentemente foi descoberto que antigamente teria trabalhado junto com Thousand e Yang na descoberta da Ultimite.
Haruka Gracia (はるか・グレイシア, Haruka Gureishia)
Dublador: Sayaka Ohara
Uma criadora de sapatos da lua, Haruka vai a Rolling Town interessada nas habilidades de Bigfoots de Dan e seus amigos. Ele desenvolve tênis especiais de basquete para seus Bigfoots para se promover. Ela também têm um fetiche por pés e tem a habilidade de ler o pensamento das pessoas apenas olhando seus pés. Ela é bem dotada devido a ela ser da lua (referenciado como "Busto Lunar") e a baixa força gravitacional, permitindo ao seu busto crescer a um tamanha anormal. Seus tênis contém a logo-marca da NIKE.

#### Eclipse
Rouge (ルージュ, Rūju)
Dublador: Haruka Tomatsu
Conhecida como "Ídolo Vermelho", Rouge é um membro com cabelo rosa da Eclipse, um grupo musical da lua e um time de Basquash. Ele demonstra ter uma personalidade inquieta e rebelde, aparentemente quando ela fugiu de seu empresário e da imprensa, que resultou em seu envolvimento com Dan, beijando-o durante a fuga para esconder seu rosto. Isso, no entanto, foi flagrado por uma câmera, e iniciou o rumor de que ela estaria tendo um relacionamento com "Dunk Mask". Mais tarde, ela, juntamente com o sua equipe, participam de uma partida com Dan, Iceman e Sela, em uma das muitas viagens/fugas do time Basquash. Na partida, ele recebe ferimentos leves, que desmente, até sofrer um grande impacto; Dan então deixou seu Bigfoot e a carregou para que ela pudesse receber atendimentos médicos. Mais tarde, ela revela a suas amigas que desenvolveu sentimentos por ele devido ao ocorrido. Durante o Torneio OCB, Rouge não tomou o remédio para fortalecimento quando jogaram contra Dan. Durante a partida ela desmaia e, logo após, é enviada de volta a lua, mas não antes de ouvir os sentimentos de Dan por ela. No Torneio Lendário ela percebe que é a Bala Lendária feita de Ultimite que está falando, a segura e arremessa para Dan e Iceman para que seja feito a Enterrada Final.
Citron (シトロン, Shitoron)
Dublador: Megumi Nakajima
Conhecida como "Ídolo Amarelo", Citron é a líder loira do Grupo Musical e do time de Basquash Eclipse, e ela se apresenta como sendo a mais infantil dentre elas. Ela admira Iceman, dizendo o quão legal ele é. No Torneio Lendário ela fica com seu Bigfoot em cima dos prédios cantando "After The Heart Rain", ativando o Ultimite, contribuindo com sua parte na Lenda. Após a partida, ela é vista em carreira solo, mas não deixando de ser uma jogadora de Basquash.
Violette (ヴィオレット, Vioretto)
Dublador: Saori Hayami
Conhecida como "Ídolo Roxo", Violette é bem dotada, membro de cabelo violeta do grupo musical e do time de Basquash Eclipse. Ela age como a irmã mais velha dentre elas, dando conselhos e consolando suas companheiras. No Torneio Lendário ela é salva por Falcon, quando estava prestes a cair e acaba desenvolvendo sentimentos por ele. Após a partida, ela é vista cuidando de uma creche, mas não deixando de ser uma jogadora de Basquash.

#### King of Kings
Falcon Rightwing (ファルコン・ライトウィング, Farucon Raitowingu)
Dublador: Kishō Taniyama
Antigo parceiro de basquete de Iceman. Que o expulsou do time por, em todas as partidas, atacar o próprio time. Se reencontra com Iceman em Underground, onde colocam as diferenças de lado e reaparece jogando ao seu lado no Torneio Lendário.
BB (ビービー, Bī Bī)
Irmão de Jei Bi. Aparece raramente e não fala a série inteira.
JB (ジェイビー, Jei Bī)
Irmão de Bi Bi. Aparece raramente e não fala a série inteira.

#### Skybloom Kingdom
Aulora Skybloom (アウローラ・スカイブルーム, Aurōra Sukaiburūmu)
Dublador: Ayumi Fujimura
Irmã de Flora Skybloom, também possui o poder de escutar as pedras. Ela fica sempre observando as ações de irmã durante sua viagem junto ao grupo de Dan e tentando convencer seu pai a voltar a ouvir a voz de seu povo.
Baya (婆や, Baaya)
Dublador: Mina Kobayashi
Animal/Parceiro de Aurora. Tem a aparência de um laço quando está em sua cabeça e a de uma borboleta quando sai para falar. Aparenta ser da mesma idade de Jiya, com o qual é casada.

#### Outros
Coco JD (ココ・ジェイディー, Koko Jeidī)
Dublador: Kana Hanazawa
Irmã mais nova de Dan, que teve as pernas esmagadas por um Bigfoot, e desde então usa cadeira de rodas. Dan sempre diz que ela é melhor em basquete do que ele, e ficou seriamente abatido quando descobriu que ela não poderia mais jogar. Algum tempo depois do incidente, quando ela estava no hospital, ela diz a Dan que não foi sua culpa por ela ter ficado aleijada porque ele não conseguiu fazer a enterrada. Ela trata seu irmão com frieza e aparenta ser indiferente a ele, ignorando sua muitas tentativas de se reconciliar com ela. Essa atuação, contudo, é apenas para despistar; na realidade ela se preocupa muito com ele, apenas projetando suas ações apesar de Dan ainda não entender seus verdadeiros sentimentos sobre o incidente. Ela é a "Ultimate Bystander", seu apelido no blogger de internet onde ela continuamente escreve as aventuras do Time Basquash e de Dan. Ela é descrita como sendo "incrívelmente precisa" em seu blog, refletindo sua adoração para com o Time Basquash.
James Loane (ジェーム・ローン, Jēmusu Rōn)/Mister Perfect (ミスター・パーフェクト, Misutā Pāfekuto)
Dublador: Kenji Hamada
Um ex-jogador de basquete e presidente da Liga BFB, James ama coisas com o formato circular como bolhas e o Busto-Lunar de Haruka, e é logo visto fazendo bolhas com um cachimbo. Suas bolhas são vistas geralmente antes dele mesmo aparecer. Seu alter-ego, Mister Perfect, é uma identidade que James Loane inventou para que ele pudesse ajudar Dan e sua turma sem que descobrissem sua verdadeira identidade. Sua armas vão de uma Bazuca a uma bola de basquete que ele pode arremessar com total precisão.
Slash Keenz (スラッシュ・キーンズ, Surasshu Kīnzu)
Dublador: Junko Minagawa, Katsuyuki Konishi (forma adulta)
Slash é o antigo rei da lua, que após usar o poder da Ultimite sua idade fica inversa e ele rejuvenesce com o tempo e desaparece. Ele se encontrou com Dan e Coco quando eles ainda eram crianças. Ele é muito habilidoso em basquete e é visto muitas vezes juntamente com Coco. Ele que leva Coco para a lua como havia prometido, caso ela se tornasse boa no seu basquete (o Blog de Coco é considerado como sendo seu Basquash).
Thousand (サウザンド, Sauzando)
Dublador: Fuyuka Ōura
Uma mecânica habilidosa de Underground que odeia o avô de Miyuki com quem ela trabalhou no passado juntamente com Yan. Ela também é a pessoa que achou Iceman no rio quando seus membros esquerdos foram cortados e que ela substituiu por membros robóticos.
Yang Harris (ヤン・ハリス, Yan Harisu)
Dublador: Hirofumi Nojima
O antagonista principal. Ele é o empresário do Grupo de Música e Time de Baquash Eclipse. No passado trabalhou juntamente com Soichi e Thousand no projeto de criação dos Bigfoots. Odeia Dan e quando Rouge se acidentou após a partida da Liga OCB contra Dan, ele a leva para a Lua onde a deixa sobre os cuidados de Thousand que apaga todas as memórias referente a Dan. Ele é o responsável por criar a Bala Lendária durante o último show da Banda Eclipse, ao mesmo tempo que destrona o rei de Skybloom para utilizar o Canhão Lunar para dispará-la contra a Lua.

### Personagens menores

#### The Worst
Aparecem brevemente em alguns momentos da série.
MAN-Z (マン・ジー, Man Jī)
Dublador Kazuyuki Okitsu
FFF (スリーエフ, Surī Efu)
PPP (スリーピー, Surī Pī)

#### Tristars
Um grupo de saqueadores de tumbas que Dan e sua turma encontram quando estão nas ruínas.
A Germi (エー・ジェルミ, Ē Jerumi)
Bal (バル, Baru), Samico (サミコ, Samiko) & Sauce (ソース, Sōsu)
Dublador Nobuhiko Okamoto

#### Old Timers
Rosso (ロッソ, Rosso)
Rosso é um velho senhor que trabalhou com o pai de Sela e juntamente com Garo e Bianco ensinaram ela a jogar basquete.
Garo (ギャロ, Gyaro)
Garo é um velho senhor que trabalhou com o pai de Sela e juntamente com Rosso e Bianco ensinaram ela a jogar basquete.
Bianco (ビアンコ, Bianko)
Bianco é um velho senhor que trabalhou com o pai de Sela e juntamente com Rosso e Garo ensinaram ela a jogar basquete.

#### Outros
DJ1 & DJ2 (ディージェイ1号&ディージェイ2号, Dījei Ichigō to Dījei Nigō)
Dublador: Nobuaki Kanemitsu (DJ1) & Shintarō Ōhata (DJ2)
Lil (リル, Riru)
Dublador: Junko Kitanishi
Lala (ララ, Rara)
Dublador: Junko Kitanishi
Roberto Ganbit (ロベルト・ガンビート, Roberuto Ganbīto)
Dublador: Atsushi Ono
Trios (盗賊トリオ, Tōzoku Torio)
Regalia XIII (レガリア13世, Regaria Jūsansei)
Price (プライス, Price)
Dublador: Keiji Fujiwara
Price ou Price of Hell(Preço do Inferno). Ele é um caçador de lendas que mata as pessoas chamadas de Lenda. Foi ele quem cortou o braço e perna esquerdos de Iceman.

## Apêndice
BigFoot
BigFoots são como robôs gigantes em forma de carros que servem para vários propósitos, incluindo robôs policiais chamados "PatFoots". Sua forma de uso mais popular é para jogar Basquete. Eles são capazes, por arranjo manual, de assumirem a forma de carros.
BigFoot Basketball (BFB)
Uma liga de esportes profissional popular em EarthDash. Como o nome sugere, envolve em jogar basquete com BigFoots. Contudo sua popularidade cai quando Dan invade um jogo, resultando na destruição do estádio de Rollingtown.
Basquash & Open City Basketball (OCB)
Open City Basketball, não oficialmente nomeado Basquash por Dan e conhecido mais tarde na série como BigFoot Streetball. É um novo esporte que envolve jogar streetball dentro da cidade usando BigFoots. Priorizando se tornar uma liga de esportes oficial, BigFoot Streetball se tornou ilegal devido a destruição que causou. Muitos dos ardente fãs de Dunk Mask preferem o nome "Basquash" ao invés do nome oficial. Basquash não é a combinação das palavras basketball e squash, mas sim dos termos em japonês "baka" significando "idiotice" e "sukasu" significando "atos não-intencionais".
Dan usa a frase contra o lide do time The Worst, quando em um momento de ideias está falando "baka" e "suka", dizendo "bakasuka". "bakasuka" é uma palavra que significa muitos, toneladas e barricada de.
Basicamente Dan está pulando de frase em frase, planejando o que dizer, até ele gritar "Basquash" quando ele faz o último arremesso do jogo, Basquash.
Earthdash
Como se fosse a Terra. Lugar onde Dan e sua turma nasceu.
Mooneyes
Como se fosse a Lua. Lugar onde a Banda Eclipse nasceu e onde todos de Earthdash sonham ir.
Legend
É a lenda da criação de Earthdash e Mooneyes. "No início, os deuses jogavam entre si uma partida de basquete pelo universo. Eles possuíam as "Bolas Relâmpago" e enterraram-na no planeta Earthdash. Suas enterradas se tornaram cidades, suas pegadas se tornaram rios e vales e assim foram criadas Earthdash e Mooneyes. Diz a lenda que quando um momento de crise ocorrer, os gigantes da lenda retornarão e salvaram Earthdash e Mooneyes."

## Sons Tema
Temas de abertura
1. "nO limiT" de Eclipse (エクリップス, Ekurippusu) (Haruka Tomatsu, Saori Hayami, Nakajima Megumi) (Episódios 2-13) (Episódio 22 como música de fundo)
2. "Boku ga Boku no Mama" (僕が僕のまま) de THE SPIN (Episódios 14-26)

Temas de encerramento
1. "free" de Yu Yamada (Episódios 1-12)
2. "Running On" de Eclipse (Haruka Tomatsu, Saori Hayami, Nakajima Megumi) (Episódio 13)
3. "Futari no Yakusoku" (二人の約束) de Eclipse (Haruka Tomatsu, Saori Hayami, Nakajima Megumi) (Episódios 14-23, 25-26)
4. "Hoshiwatari" (ホシワタリ) de Citron (Nakajima Megumi) (Episódio 24)
5. "After The Heart Rain" de Citron (Nakajima Megumi) (Episódio 26)